# باتريك دينغ
باتريك دينغ (بالصينية: 鄧健泓) (و. 1974 – م) هو ممثل، ومغني، ومقدم برامج، من جمهورية الصين الشعبية، ولد في هونغ كونغ.

## وصلات خارجية
- باتريك دينغ على موقع IMDb (الإنجليزية)
- باتريك دينغ على موقع ميوزك برينز (الإنجليزية)
- باتريك دينغ على موقع قاعدة بيانات الفيلم (الإنجليزية)